# Under Burning Skies
Under Burning Skies è un cortometraggio muto del 1912 diretto da D.W. Griffith.

## Produzione
Il film fu prodotto dalla Biograph Company.

## Distribuzione
Distribuito dalla General Film Company, il film - un cortometraggio in una bobina - uscì nelle sale cinematografiche statunitensi il 22 febbraio 1912.
Nel 2006, la Reel Media International lo ha in distribuzione.